# Museu Bíblic Tarraconense
El Museu Bíblic Tarraconense va ser fundat l'any 1930 pel Dr. Josep Vallès i Barceló, canonge lectoral de la Catedral de Tarragona, professor de Sagrades Escriptures al seminari de Tarragona i vinculat al Pontifici Institut Bíblic de Roma. El museu es va crear a partir del material que recollí o adquirí en els seus viatges a Terra Santa i el Pròxim Orient, i s'ubicà en dues sales del claustre del Sagrat Cor del seminari de Tarragona. El Dr. Vallès va concebre el museu com una eina pedagògica al servei de la cultura i de la fe. En aquest sentit era un projecte molt útil per a la formació dels seminaristes i de la societat.
Amb l'esclat de la Guerra Civil el museu fou desmuntat i les peces custodiades al Palau Arquebisbal i a l'Arxiu Històric Arxidiocesà. L'any 1941 el museu fou refet en una dependència contigua a la biblioteca del seminari, i l'any 1950 el Museu fou traslladat al seu antic emplaçament. L'any 1968, tornava a ser desmuntat. Mossèn Salvador Ramon, canonge i arxiver de l'Arxiu Històric Arxidiocesà, va aconseguir salvaguardar la major part dels objectes i així evitar-ne la seva desaparició. Amb l'aprovació de l'Associació Bíblica de Catalunya, per decret de l'arquebisbe Josep Pont i Gol, es va consolidar la represa d'un treball ben actiu en l'àmbit de la Tarraconense en el camp dels estudis bíblics i la difusió de les Sagrades Escriptures, que havia tingut els seus antecedents al nostre país en una llarga i qualificada tradició anterior a la desfeta de 1936. Fruit d'aquest fet, a finals dels anys 80, el museu fou recuperat per iniciativa del Secretariat Diocesà de Pastoral Bíblica i amb l'esforç d'un equip de voluntaris. L'any 1995, sent arquebisbe monsenyor Ramon Torrella i Cascante el museu fou reinstal·lat, provisionalment, a la planta superior del Palau Arquebisbal. Darrerament els arquebisbes Lluís Martínez i Sistach i Jaume Pujol i Balcells han donat un nou impuls al museu, assignant-li un nou emplaçament a l'històric edifici de la Casa dels Concilis. El dia 10 d'abril de 2006, l'arquebisbe Jaume Pujol inaugurà i beneí les noves instal·lacions. En aquesta última etapa el museu ha incrementat el seu patrimoni gràcies a adquisicions i nombroses donacions.
El 25 de desembre de 2018 es va anunciar que el Museu Bíblic Tarraconense impulsava, de cara a l'any 2019, un «jardí bíblic». El dilluns 21 de gener de 2019, el director de l'ens de l'Arquebisbat de Tarragona, Andreu Muñoz, en plena diada dels sants Fructuós, Auguri i Eulogi, ha presentat la primera fase d'aquest jardí bíblic.

## Objectius
Els objectius del museu són un instrument pedagògic que ajudi el públic a emmarcar històricament i culturalment les Sagrades Escriptures i ajudar a descobrir la influència que la Bíblia ha exercit sobre la cultura i el pensament universal, i en particular sobre la nostra realitat occidental. L'equip del museu intenta arribar a aquests objectius a través d'una concepció multidisciplinar en què es presenten els següents continguts sobre el món bíblic: geografia, entorn natural, història i arqueologia, numismàtica, història literària, culte i manifestacions artístiques.
La finalitat del del museu consisteix en:
- Contribuir a la formació bíblica dels agents de pastoral de l'arxidiòcesi, els arxiprestats i parròquies, i aproximar la cultura bíblica a l'àmbit acadèmic i a la societat en general.
- Contribuir a la formació de tots els creients, en sintonia amb les resolucions del concili provincial Tarraconense de 1995.
- També pretén ser un instrument útil al servei del diàleg interreligiós i de la interculturalitat.